# Pancrace Bessa

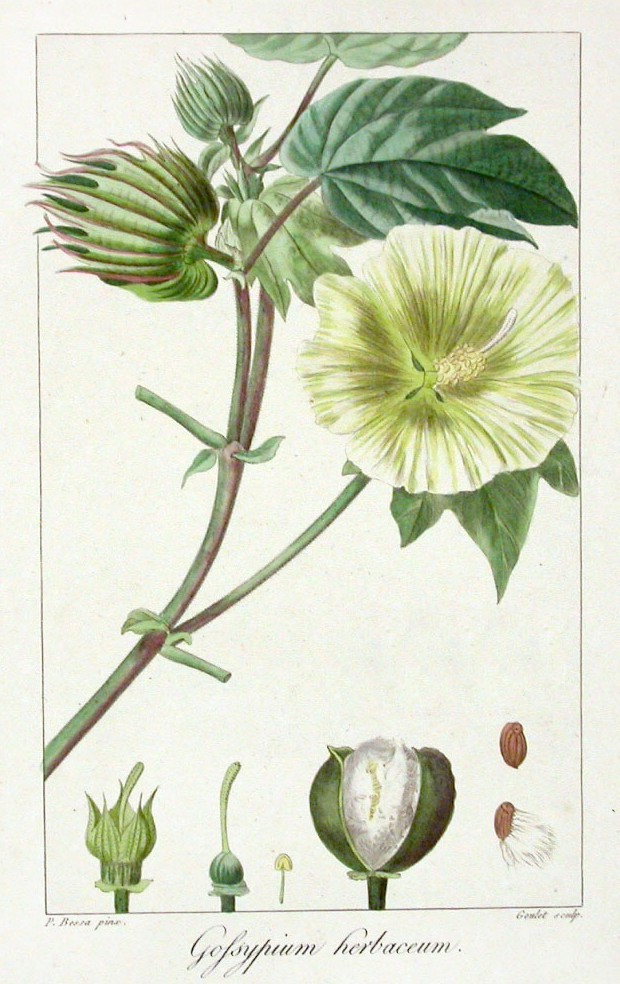
Bawełna indyjska – Gossypium herbaceum L.

Pancrace Bessa (ur. 1772 w Paryżu, zm. 1835 w Écouen) – malarz, grafik i rysownik francuski, szczególnie znany z ilustracji botanicznych.
Był uczniem holenderskiego malarza i ilustratora Gerarda van Spaendoncka. Malował głównie owoce i kwiaty, okazjonalnie ptaki i ssaki, posługiwał się najchętniej akwarelą. W 1816 Karolina Burbon-Sycylijska synowa króla Francji Karola X Burbona objęła artystę patronatem. Malarz był nauczycielem sztuki rodziny książęcej i wykonywał na jej zamówienie szereg prac m.in. zbiór akwarel Velins du Roi.
Najważniejszym współpracownikiem Bessy był belgijski malarz i botanik Pierre-Joseph Redouté, z którym wspólnie wykonali ilustracje do kilku fundamentalnych dzieł z zakresu botaniki. Były to Histoire des Arbres Forestiers de L’Amerique Septentrionale wydana w latach 1810–1813, L’Herbier Général de L’Amateur (1810–1826), Description des Plantes cultivees a Malmaison a Navarre oraz wydana po śmierci malarza Flore des Jardiniers (1836).

## Galeria

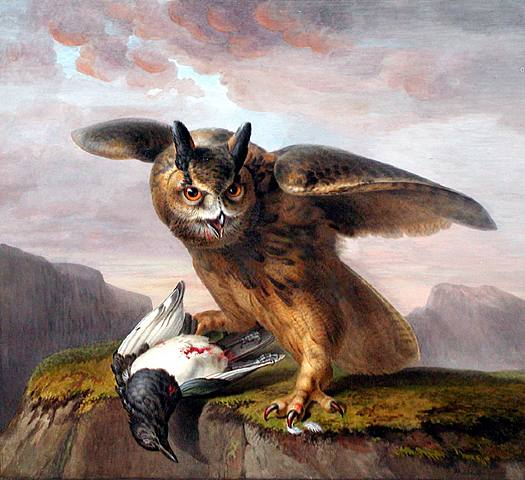
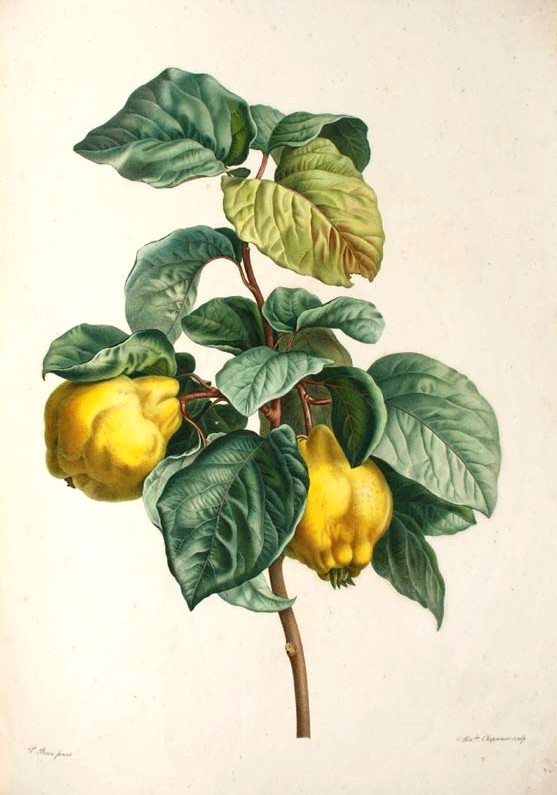
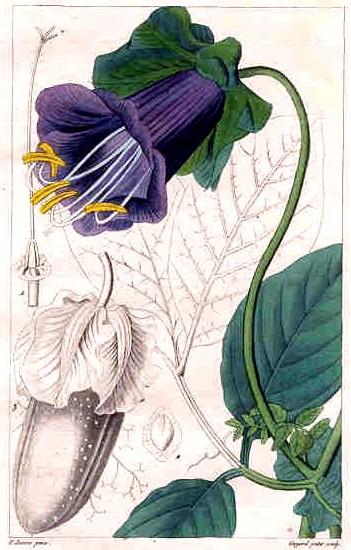
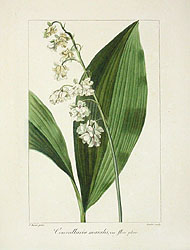